# Планы японского вторжения в Австралию

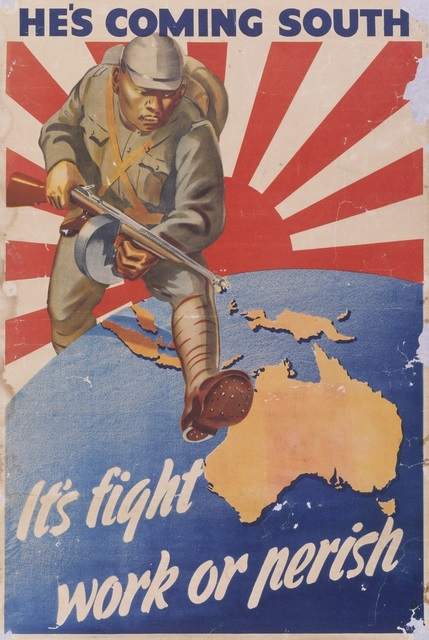
«Он идет на Юг. Это война — работай или сгинь» Австралийский агитационный плакат 1942 года, предупреждающий об угрозе японского вторжения. Этот плакат был подвергнут критике за насаждение паники, когда он был выпущен и был запрещён правительством Квинсленда.

Планы японского вторжения в Австралию — якобы существовавший военный план вторжения в Австралию Вооружённых сил императорской Японии.
В начале 1942 года отдельными членами командования японского Императорского флота был предложен план вторжения в Австралию. После падения Сингапура в феврале 1942 года правительство и народ Австралии были сильно обеспокоены вероятным вторжением Японии на материк. Япония имела достаточно мощный военный потенциал, тогда как Австралия располагала довольно слабой защитой от вторжения. Японское командование никогда всерьёз не планировало вторжение, но вероятность такого исхода событий заставила Австралию идти в тесную зависимость от Соединённых Штатов, чтобы защитить себя. Между тем, в Токио секретное предложение ВМС было отклонено командованием Японской императорской армии и премьер-министром Хидэки Тодзё, который считал это неосуществимым, учитывая географию Австралии и силу обороны союзников. Вместо этого, японские военные приняли стратегию изоляции Австралии от США, контролируя южную часть Тихого Океана. Идеи наступления были отвергнуты после битвы в Коралловом море и сражение у атолла Мидуэй в мае 1942 года, и все последующие операции японцев в районе Австралии были направлены на сдерживание наступления союзников.

## Японские предложения

### Спор между армией и флотом
Успех Японии в первые месяцы Тихоокеанской войны побудил командование японского Императорского флота начать планирование вторжения в Австралию. В декабре 1941 года Генеральным штабом флота Японии было выдвинуто предложение о вторжении в Северную Австралию и попутном прорыве через Соломоновы острова к Фиджи и Новой Каледонии как второй этап военных целей после завоевания Юго-Восточной Азии. Это предложение было настойчиво предложено капитаном 1-го ранга Садатоси Томиокой, который был в отделе планирования операций Генерального штаба Военно-Морского Флота, на основании того, что США будет использовать Австралию в качестве плацдарма для развёртывания контрнаступления в юго-западной части Тихого океана. Утверждалось, что это вторжение может быть осуществлено небольшим десантом, так как северная часть Австралии была слабо защищена и изолирована от основных густонаселённых городов. И наконец, Томиока и его начальство видели в захвате Австралии основную стадию своей кампании по «подрыву боевого духа союзников». Главным противником Томиоки был армейский полковник Такусиро Хаттори, считавший, что нападение на Австралию лишь рассеет внимание Японии, традиционно сосредоточенное на одном континенте. Как-то вечером за чаем, в частной беседе с Томиокой, Хаттори пытался поколебать его уверенность. Взяв в руку чашку с чаем, он сказал: «Чай в этой чашке — это все наши силы». Потом он вылил чай на пол и сказал: «Видите, всё будет именно так. Если ваш план одобрят, я отойду от дел». Однако всеобщей поддержки это предложение в командовании ВМФ не получило и Исороку Ямамото, командующий объединённым флотом, последовательно выступал против неё.
Японская армия выступила против предложения ВМФ из-за его непрактичности. В армии упор делался на защиту периметра японских завоеваний, тогда как вторжение в Австралию расширило бы линию обороны до немыслимых пределов. Кроме того, армия не рассчитывала перебрасывать такое большое количество войск, оно было необходимо для Квантунской армии в Маньчжурии, так как было опасение, что Советский Союз вступит в войну на Тихом океане и необходимо было сохранить возможность для японского вторжения в Сибирь.
Премьер-министр Хидэки Тодзё также последовательно выступал против вторжения в Австралию. Вместо этого он выступал за политику принуждения Австралии путём пресечения их связей с США. В своём последнем интервью перед казнью за военные преступления Тодзио заявил, что:
Мы никогда не располагали достаточным количеством войск для вторжения в Австралию. Мы уже и так достаточно растянули наши линии снабжения. У нас не осталось военной мощи или средств снабжения, чтобы столь резко расширить наши и без того напряженные и слишком разъединенные силы. Мы ожидали, что захватим всю Новую Гвинею, чтобы сохранить Рабаул в качестве плацдарма и совершить набеги на Северную Австралию по воздуху. Но фактическое физическое вторжение — нет, никогда.

 В докладе перед японским парламентом 12 января и 16 февраля 1942 года Тодзё утверждал, что японская политика заключалась в том, чтобы: «искоренить британские колонии в Гонконге и на Малайском полуострове, поскольку это были „злые базы, используемые против Восточной Азии“», и превратить эти базы в неприступные крепости для обороны Великой Восточной Азии. Бирма и Филиппины получили бы независимость, если бы они сотрудничали с Японией; Голландская Ост-Индия и Австралия были бы уничтожены, если бы они сопротивлялись; но если бы они признали истинные намерения Японии, то стали бы получать помощь в содействии их благосостоянию и развитию.

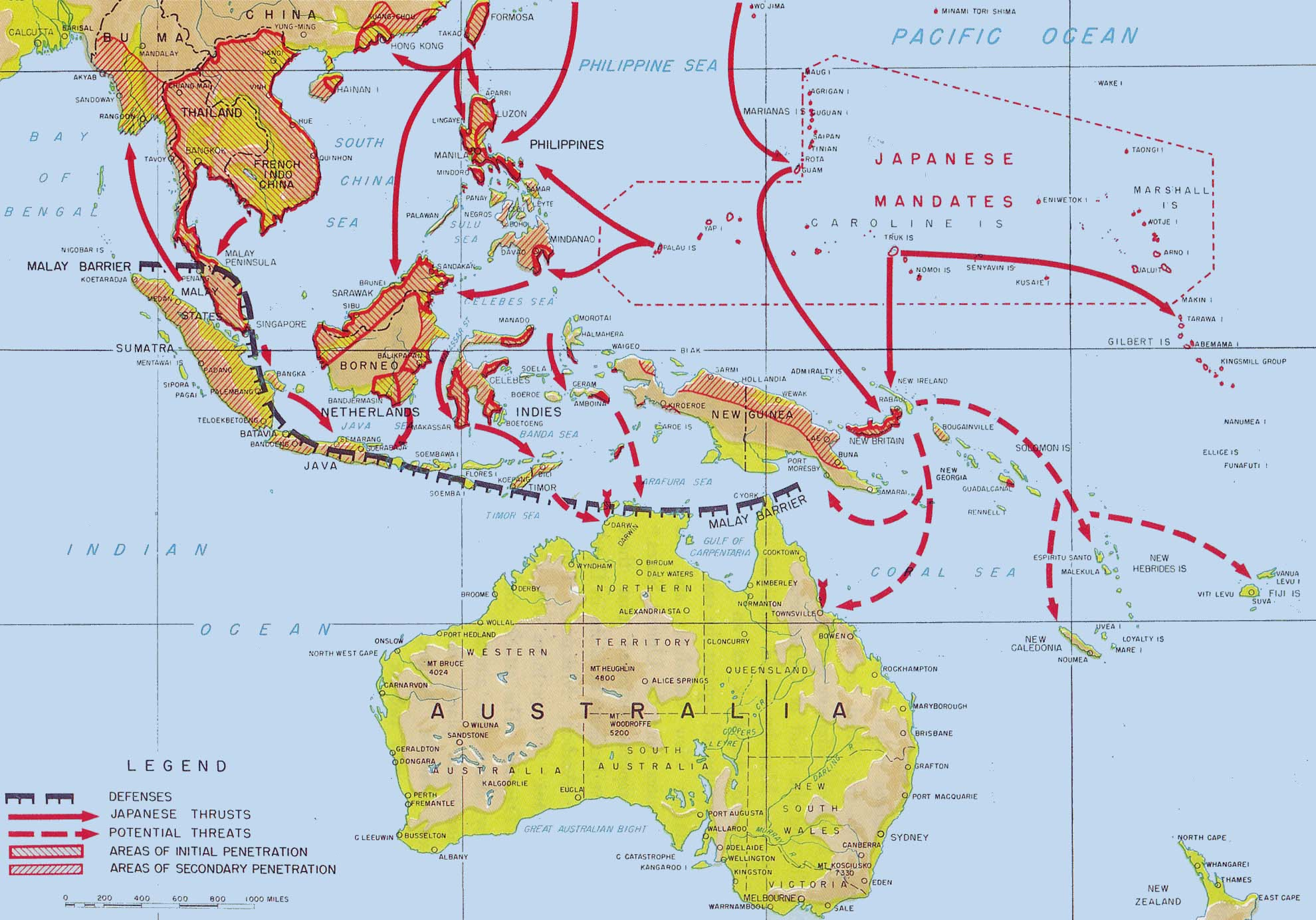
Японские завоевания в Юго-Западном Тихоокеанском регионе и районах Юго-Восточной Азии в течение первых пяти месяцев Тихоокеанской кампании Второй Мировой Войны. Предполагаемое наступление на Фиджи, Самоа и Новую Каледонию изображены в правом нижнем углу.

Расчёты Армии и Военно-Морского Флота о числе десантируемых сил, необходимых для вторжения в Австралию, сильно расходились и образовывали основную тему для обсуждения. В декабре 1941 года в ВМФ подсчитали, что сил трёх дивизий (около 45 000—60 000 человек) будет достаточно для удержания северо-восточных и северо-западных прибрежных районов Австралии. Тогда как командованием сухопутных войск было подсчитано, что потребуется силы не менее десяти дивизий (от 150 000 до 250 000 человек). Командование подсчитало, что транспортировка таких сил в Австралию потребует от 1,5 до 2 млн тонн грузов, что требовало просрочку возврата реквизированного купеческого судоходства. Эти силы вторжения были бы больше, чем те, что потребовались для завоевания Юго-Восточной Азии. Также было отвергнуто предложение ВМФ об ограничении сил вторжения в Австралию для обеспечения безопасности анклавов на севере страны как нереальное, с учётом вероятного контрнаступления Союзников. Учитывая свой опыт в Китае, в армии полагали, что любое вторжение в Австралию повлечёт за собой попытку покорить весь Австралийский континент, что было за пределами возможностей Японии.
Возможность вторжения в Австралию была на обсуждении Командования Японской армии и флота несколько раз в феврале 1942 года. 6 февраля Министерство Военно-Морского Флота официально предложило план, по которому вторжение в Восточную Австралию началось бы одновременно с захватом Фиджи, Самоа и новой Каледонии, и этот план снова был отвергнут армией. За день до захвата Сингапура, 14-го февраля, представители командования армией и флотом Имперского Генерального штаба снова обсуждали возможность вторжения в Австралию и во время этого разговора капитан Томиока утверждал, что можно было бы взять Австралию «символическими силами». Это заявление было помечено как «абсолютная глупость» в тайном дневнике Имперского Генерального Штаба. Генерал Томоюки Ямасита:

Он сказал, что после того, как он захватит Сингапур, хотел бы обсудить с Тодзё план вторжения в Австралию... Тодзё отклонил план, ссылаясь на неизбежное удлинение линии снабжения войск, которая была бы неустойчивой и открытой для атак противника...
Спор между армией и флотом разрешился в конце февраля. Было принято решение изолировать Австралию, а не предпринимать полномасштабное вторжение. Командование Сухопутными Войсками продолжало поддерживать свою точку зрения, что вторжение в Австралию было бы непрактичным, но согласилось продлить стратегические периметры Японии и отрезать Австралию от США, напав на Фиджи, Самоа и Новую Каледонию в так называемой операции «FS». Вопрос о том, чтобы вторгнуться в Австралию, был в последний раз обсуждён 27 февраля на собрании Имперского штаба. В ходе этой встречи Командование Армии заявило, что по их расчётам силы обороны Австралии составляют около 600,000 человек. В ходе дальнейшего заседания, состоявшегося 4 марта Императорской Штаб официально принял «Основополагающий план рекомендаций для будущего военного руководства», который включает план вторжения в Австралию в качестве «будущего варианта» только в том случае, если все остальные планы успешно завершены. Этот план был представлен императору премьер-министром Хидэки Тодзё и фактически завершился обсуждением вторжения в Австралию. Операция «FS» так и не была реализована в связи с поражением Японии в битве в Коралловом море и в сражении у атолла Мидуэй и была отменена 11 июля 1942 года.

### Последующие операции японцев в юго-западной части Тихого океана
Поскольку вариант вторжения в Австралию был отклонён в феврале 1942 года и не был повторно рассмотрен, японские нападения на Австралию во время войны не были главными целями ведения войны, как иногда утверждают. Большой воздушный налёт на Дарвин 19 февраля 1942 года и «Атака на Брум» 3 марта были проведены, чтобы помешать союзникам использовать эти города в качестве плацдарма для контрудара после вторжения в голландскую Ост-Индию и не были связаны с вторжением. По словам Фрея:

Командный состав Генерального штаба армии и премьер-министр Японии генерал Хидэки Тодзё не видят необходимости совершать завоевание Австралии, так как эта операция будет сопряжена с большими материально-техническими проблемами, которые могут возникнуть. Генералы были уверены, что Австралия сдастся под гнетом Японии, полностью изолировавшей ее от Соединенных Штатов и предпринимающая интенсивное психологическое давление.
Десятки последующих воздушных налётов на Северную Австралию в 1942 и 1943 годах были в основном небольшими и направлены на то, чтобы помешать находящимся там воздушным силам союзников атаковать японские позиции. Атака на Сиднейскую гавань в мае 1942 года была направлена на то, чтобы отвлечь войска союзников от острова Мидуэй до попытки японцев захватить его, а последующие японские подводные кампании у австралийского восточного побережья в 1942 и 1943 годах были попытками разбить линию снабжения между Австралией и Новой Гвинеей во время кампании в Новой Гвинее. Более того, японцы пытались захватить Порт-Морсби в Новой Гвинее, продвигаясь по пути Кокода и приземляясь в заливе Милна в период с июля по сентябрь 1942 года, чтобы захватить город и замкнуть оборонительный периметр Японии в регионе. После захвата Порт-Морсби должен был использоваться в качестве базы, с которой японские самолёты могли бы контролировать пролив Торреса и Коралловое море, а не поддерживать вторжение в Австралию.
Единственной японской группой, которая высадилась в Австралии во время войны, был небольшой разведывательный корпус, который приземлился в отдалённом районе Кимберли в Западной Австралии 19 января 1944 года для расследования сообщений о том, что союзники строят крупные базы в регионе. Эта группа состояла из четырёх японских офицеров на борту небольшого рыболовецкого судна и исследовала Йоркский пролив один день и одну ночь перед возвращением в Купанг на Тиморе 20 января. В то время как младший офицер, командовавший группой, предложил использовать 200 японских заключённых, чтобы начать партизанскую кампанию в Австралии, когда он вернулся в Японию в феврале, эта затея не нашла поддержки, а офицер был отправлен на другие должности. По словам историка Питера Стэнли: «Ни один историк не считает, что у японцев существовал план вторжения в Австралию, этому факту нет никаких доказательств».

## В фантастике
Альтернативный исторический роман 1984 года «Солдаты Буша» Джона Хукера изображает успешное вторжение Японии в Австралию и последнее усиленное сопротивление, оказанное несколькими группами австралийских и британских войск.